# Surviv.io
『surviv.io』はJustin KimとNick Clarkによって開発された無料のブラウザベースのオンラインバトルロイヤルTPS。
2017年10月にウェブサイト版が、2018年10月にiOS用、同年11月にはAndroid用がリリースされた。

## 概要
最大100人のプレイヤーが様々な武器や装備などを駆使して、最後の1人になるまで戦い抜く、バトルロイヤルゲームである。
ゲームの構成自体は、他の多くのバトルロイヤルゲームと共通であるが、PUBGやフォートナイトなどと違い、ダウンロードが必要なく、低スペックな機器であっても快適にプレイすることができる。
また、2人・4人でのプレイも可能で、定期的に50vs50、サバンナ、砂漠、コバルト、ジャガイモ、森のモードも登場する。
ゲーム開発者の1人、Justin Kimは「ゲーム開発中の彼らのデザイン哲学は、試合の合間の時間を最短にすることで、できるだけ早くゲームに参入できるようにすることである」と述べた。その目的のとおり、リリース後PCゲーマー達はゲームのペースの速いゲームプレイと短いマッチメイキング時間を称賛し、このゲームを「最も楽しいBRゲームの1つ」と呼んだ。

## ゲーム進行
プレイヤーがゲームモードを選択すると、画面が孤島のランダムな地点に切り替わり、ゲームが始まる。
最初は何もアイテムを持たないため、拳で箱を破壊したり、コンテナや家などの建物に入るなどして、アイテムを手に入れる必要がある。
時間が経つに連れてガスで汚染された区域（レッドゾーン）が広がってくる。このレッドゾーン内にいると徐々にダメージを受けるため、プレイヤーはアイテムを集めたり、相手と戦ったりしつつも、汚染されていない区域（安全区域）に移動しなければならない。
相手を倒す方法として、銃・投擲物・近接武器があり、迫りくるレッドゾーンから逃げながら、生き延びなければならない。
死亡するか、最後の1人まで生き残ると、順位とキル数、与えたダメージ、受けたダメージ、生存時間が表示される。

## システム

### レッドゾーン (ガス汚染エリア)
フィールドを侵食していく赤いエリア。ガスで汚染された地域という設定のため、この中に留まると徐々にダメージを受け、最終的には死亡する。このダメージは終盤になる程大きくなり、防具で防ぐことができない。

### 救援物資
レアな銃や近接武器、アイテムが入っている物資。上空を飛行する輸送機からランダムに投下される他、｢フレアガン｣を使用する事で輸送機を呼び出すことも可能。

### 装備
拾う事で装備できるアイテム。バックパック・ベスト・ヘルメットの3種類あり、それぞれにLv1,2,3の3種類が用意されている。バックパックはアイテムの所持量を増やし、ベストはダメージを軽減し、ヘルメットは後述するヘッドショット時のダメージを軽減する。レベルが高い程効果も高い。

### ヘッドショット
特定の銃を使っている際に15%の確率で発生し、ダメージが2倍、または1.5倍になる。倍率は銃ごとに設定されている。

## 歴史

### 2017年
- 10月11日、ブラウザ版を公開[4]。

### 2018年
- 1月18日、Duoモードを実装。
- 3月14日、Squadモードを実装。
- 4月1日、初の期間限定イベント「Egg-pocalypse」を開催。
- 10月4日、iOS版を公開。
- 11月5日、Android版を公開。
- 11月17日、南アメリカサーバーを開設。

### 2019年
- 4月7日、大韓民国サーバーを開設。
- 8月9日、特殊能力-Perkを追加。
- 8月17日、ロードアウト機能を追加。これにより照準やスキンなどの外観を一括管理できるようになった。
- 10月19日、プレイヤーが独自にパスを進めてゲーム内通貨「Golden Potato」やスキンなどを得ることができる、Survivr Pass 1を開始。
- 12月6日、KongregateがSurviv.ioを買収。開発権を得る[5]。

### 2020年
- 3月10日、Survivr Pass 2を開始。
- 6月15日、ショップ機能を追加。
- 6月22日、Survivr Pass 3を開始。
- 9月8日、Survivr Pass 4を開始。
- 9月8日、ブラウザ版で南アメリカサーバー、モバイル版で大韓民国サーバーを廃止。
- 9月16日、Steamでリリース。
- 11月17日、プレイヤーを応援・報告するプレステージ機能を追加。
- 11月25日、プレイヤー同士でスキンなどを売買できるブラックマーケットを追加。
- 12月16日、Survivr Pass 5を開始。

### 2021年
- 3月17日、Survivr Pass 6を開始。

### 2023年
- 3月3日、サービスを終了